# Big & Small
Big & Small (Grande y Pequeño) es una serie de televisión británica dirigida a niños en edad preescolar. Big & Small es una coproducción entre el Kindle Entertainment y 3J's Productions, producidos en asociación con la BBC, Treehouse TV y Studio 100. La primera serie fue considerada un éxito en todo el mundo y una segunda serie fue encargada por la BBC. El espectáculo es una comedia de acción en vivo para niños en edad preescolar, y sigue la vida de las marionetas. Big & Small Online, una sección de CBeebies Online, ganó el premio BAFTA Infantil en 2009 por el mejor contenido interactivo.